# ماهون ستونی
ماهون ستونی (نام علمی: Entandrophragma cylindricum) نام یک گونه از تیره زیتون‌تلخیان است.